# Denizli
Denizli je industrijsko mesto v jugozahodni Anatolji, Turčija. Mesto stoji v vzhodnem delu aluvijalne doline, ki jo je ustvarila reka  Büyük Menderes, in spada v Egejsko regijo. 
Leta 2018 je imelo 646.278 prebivalcev. Hiter skok števila prebivalcev v primerjavi z letom 2007 (389.000) je posledica priključitve 13 občin in 10 vasi k mestni občini Denizli. Denizli je glavno mesto Province Denizli.
Za gospodarski razvoj mesta v zadnjih nekaj desetletjih imata največ zaslug tekstilna industrija in izvoz.
Denizli je zanimiv tudi za turiste, predvsem zaradi bližnje naravne znamenitosti Pamukkale in rdeče obarvane termalne vode v Karahayıtu, samo pet kilometrov severno od  Pamukkala. V zadnjem času je postal Denizli zaradi različnih vrst termalnih izvirov v njegovi okolici (Sarayköy, Akköy, Buldan in Çardak) priljubljen cilj domačih turistov.
V neposredni bližini Pamukkala je porušeno antično mesto Hierapolis. V okolici so tudi ruševine antične Laodikeje na Likusu, glavnega mesta Frigije. Približno 16 km zahodno od Denizlija so ostanki mesta Colossae iz 1. stoletja n. št.
Denizli ima vroča poletja in občasno zelo mrzle zime s snegom po gorahokoli mesta. Včasih pade sneg tudi v mestu. Pomladi in jeseni so deževne in tople.

## Zgodovina
V antiki je bil pomembno grško mesto z imenom Atuda (grško Αττούδα), ki je obstajalo celo grško, rimsko in bizantinsko obdobje zgodovine, dokler ga niso zasedli Turki. V seldžuškem obdobju so tja preselili tudi prebivalce Laodikeje.
Ko je mesto obiskal Ibn Battuta (1304-1377), je zapisal: 
"V mestu  je sedem petkovih mošej, ima čudovite vrtove, potoke in izjemne izvire. Večino umetnikov tvorijo Grkinje, kajti v njem je veliko Grkov, ki so podrejeni muslimanom in plačujejo dajatve sultanu, vključno z džizjo, in druge davke."
V 17. stoletju je Denizli obiskal turški popotnik Evlija Čelebi (1611-1682) in zapisal: 
"Turki mesto imenujejo Denizli, kar pomeni da ima obilo vode, tako kot morje.  Okoli mesta je resnično več rek in jezer. Mesto je štiri dni potovanja oddaljeno od morja. V njem je trdnjava pravokotne oblike, ki nima nobenih okopov. Njen obseg meri 470 korakov. Ima štiri vrata: vrata slikarjev na severu, sedlarjev na vzhodu, nova mošejna vrata na jugu in vinogradna na zahodu. V trdnjavi je kakšnik petdeset stražarjev, ki tudi trgujejo. Mesto okoli trdnjave ima 44  četrti s 3600 hišami. V njem je tudi 57 majhnih in velikih mošej in molilnic, sedem medres, sedem šol za otroke, šest kopališč in sedemnajst prenočišč za derviše. Ker vsi živijo v vinogradih, zgornji sloji in navadni ljudje ne bežijo drug od drugega."
Mesto je več stoletij živelo v miru in se ni vključevalo v vojne in neposredne spopade. V turški vojni za neodvisnost po prvi svetovni vojni so se Grki uspeli prebiti do Sarayköya, majhnega mesta 20 km severozahodno od Denizlija, priti do Denizlija pa jim ni uspelo. Prepoznavni znak Province Denizli je tekstilna industrija.

## Podnebje
Denizli je v Egejski regiji Turčije, v kateri podnebje ni povsod enako. Celinski deli, na primer okraji Çardak, Bozkurt, Çivril in Çal, imajo večjo nadmorsko višino in so hladnejši od zahodnih obmorskih predelov province. Podnebne razlike so tudi v urbaniziranem delu Denizlija. Pokrajina je odprta za vetrove z Egejskega morja, ker ležijo gore pravokotno na morsko obalo. Zime so deževne in včasih snežne, vendar na splošno mile.
| Podnebni podatki za Denizli                 | Podnebni podatki za Denizli | Podnebni podatki za Denizli | Podnebni podatki za Denizli | Podnebni podatki za Denizli | Podnebni podatki za Denizli | Podnebni podatki za Denizli | Podnebni podatki za Denizli | Podnebni podatki za Denizli | Podnebni podatki za Denizli | Podnebni podatki za Denizli | Podnebni podatki za Denizli | Podnebni podatki za Denizli | Podnebni podatki za Denizli |
| Mesec                                       | Jan                         | Feb                         | Mar                         | Apr                         | Maj                         | Jun                         | Jul                         | Avg                         | Sep                         | Okt                         | Nov                         | Dec                         | Letno                       |
| ------------------------------------------- | --------------------------- | --------------------------- | --------------------------- | --------------------------- | --------------------------- | --------------------------- | --------------------------- | --------------------------- | --------------------------- | --------------------------- | --------------------------- | --------------------------- | --------------------------- |
| Rekordno visoka temperatura °C              | 22.6                        | 25.9                        | 30.8                        | 35.8                        | 37.0                        | 42.4                        | 43.9                        | 44.4                        | 41.6                        | 34.4                        | 29.9                        | 26.6                        | 44.4                        |
| Povprečna visoka temperatura °C             | 10.5                        | 12.1                        | 15.8                        | 20.7                        | 26.3                        | 31.2                        | 34.4                        | 34.4                        | 29.9                        | 23.7                        | 17.3                        | 12.2                        | 22.4                        |
| Povprečna nizka temperatura °C              | 2.3                         | 2.8                         | 5.2                         | 9.0                         | 13.2                        | 17.3                        | 20.0                        | 19.7                        | 15.7                        | 11.3                        | 7.0                         | 4.0                         | 10.6                        |
| Rekordno nizka temperatura °C               | −10.5                       | −11.4                       | −7.0                        | −2.0                        | 2.7                         | 7.9                         | 12.6                        | 11.6                        | 6.6                         | −0.8                        | −4.5                        | −10.4                       | −11.4                       |
| Povprečna količina padavin mm               | 90.3                        | 74.5                        | 63.7                        | 54.2                        | 42.3                        | 25.4                        | 13.4                        | 8.1                         | 13.6                        | 35.0                        | 55.7                        | 89.9                        | 566.1                       |
| Povp. št. deževnih dni                      | 11.6                        | 10.8                        | 11.1                        | 10.2                        | 8.6                         | 4.8                         | 2.0                         | 1.7                         | 3.0                         | 5.8                         | 7.6                         | 12.2                        | 89.4                        |
| Povp. št. sončnih ur                        | 114.7                       | 120.4                       | 176.7                       | 204.0                       | 282.1                       | 336.0                       | 365.8                       | 341.0                       | 276.0                       | 204.6                       | 141.0                       | 102.3                       | 2.664,6                     |
| Vir 1: Turkish State Meteorological Service |                             |                             |                             |                             |                             |                             |                             |                             |                             |                             |                             |                             |                             |
| Vir 2: Weather2                             |                             |                             |                             |                             |                             |                             |                             |                             |                             |                             |                             |                             |                             |

## Mestne zanimivosti
- Laodiceo ad Lycum  pri vasi Eskihisar 6 km severno od Denizlija je ustanovil selevkidski kralj Antioh II. in jo imenoval po svoji ženi Laodiki. Bila je trgovsko mesto in slovela po volnenih in bombažnih oblačilih. Nek meščan je v pismu zapisal: "Srečen sem. Imam srečo, da ne potrebujem ničesar". Mesto je uničil velik potres. Od antičnega mesta je ostala ena od sedem cerkva v Mali Aziji,  stadion, amfiteater, cisterna za vodo in akvadukt.
- Hierapolis in Pamukkale sta del svetovne dediščine. Ležita 20 km severno od Denizlija. Hierapolis  je ustanovil pergamonski kralj Eumen II. leta 190 pr. n. št. Mesto je bilo zgrajeno v grškem slogu, preživelo močan potres leta 17 n. št. in doseglo svoj vrh v rimskem in bizantinskem obdobju.  V 2. in 3. stoletju je bilo obnovljeno v rimskem slogu s kamnom iz bližnjih kamnolomov. Najslavnejše obdobje je mesto doživljalo med vladavinama rimskih cesarjev  Septimija Severja in Karakale. V obdobju širjenja krščanstva je postalo sedež škofije. V več potresih, predvsem v tistem leta 1354, je bila večina mesta porušena in prebivalci so se izselili.
- Seldžuški karavanseraj Akhan stoji ob avtocesti proti Ankari 6 km severno od Denizlija. Velik del seraja še stoji. Zgradil ga je Karasungur bin Abdulah v letih 1253-1254, ko je bil poveljnik Ladika. Pred kratkim je bil skupaj z osmanskimi konaki obnovljen in postal velika turistična zanimivost.
- Gora Honaz je priljubljen cilj poletnih izletov meščanov Denizlija.
- Priljubljena izletniška točka je tudi vas Goncali. Med vaške dobrote sodijo kebab, pečen na lesnem oglju, imenovan çöp şiş, lokalni süzme jogurt in žganje (rakı).
- Na Çınar Meydanı v središču mesta stoji Atatürkov spomenik.
- Servergazi türbesi pri Yenişehirju  je grobnica turškega poveljnika tamkajšnjih  seldžuških akindžij iz 12. stoletja. Obiskana je predvsem ob koncu tedna.

- Glavna ulica v Laodikeji
- Glavna ulica v Hierapolisu
- Pamukkale
- Gora Honaz
- Narodni park Honaz
- Gazi Begovo turbe

## Pobratena mesta
| - Almelo, Nizozemska - od 1974 - Bursa, Turčija - od 1986 - Tokat, Turčija - od 1988 - Tbilisi, Gruzija - od 1993 - Pavlodar, Kazahstan - od 1995 - Mogilev, Belorusija - od 2001 - Betzdorf, Nemčija - od 2002 - Amasya, Turčija - od 2008 - Brăila, Romunija - od 2005 - Samara, Rusija - od 2005 | - Muş, Turčija - od 2011 - Bilecik, Turčija - od 2008 - Larisa, Grčija - od 2007 - Łódź, Poljska - od 2005 - Damask, Sirija - od 2010 - Jiaozhou, Kitajska - od 2002 - Sarajevo, Bosna - od 2009 - Muan, Južna Koreja - o 2009 - Kazvin, Iran - od 2011 - Lorient, Francija |